# Grafitový reaktor X-10

Schematický obrázek reaktoru X-10

Grafitový reaktor X-10 je druhým experimentálním jaderným reaktorem na světě. Jeho předchůdcem byl experimentální reaktor CP-1. Nachází se v Národní laboratoři Oak Ridge v Tennessee, z provozu byl vyřazen v roce 1963. Zkonstruován byl během druhé světové války jako součást Projektu Manhattan.

## Historie
Reaktor X-10 byl do provozu uveden 4. listopadu roku 1943 jako součást Projektu Manhattan, ve kterém hrál důležitou roli, a to demonstrování výroby plutonia v jaderných reaktorech pro vojenské účely. Reaktor X-10 byl následníkem prvního experimentálního reaktoru Chicago Pile-1 (CP-1), ve kterém byla poprvé udržena štěpná řetězová reakce. Na rozdíl od CP-1, ve kterém byla reakce udržena jen po dobu několika minut, bylo úkolem X-10 udržet reakci kontinuálně, aby byla možná neustálá produkce plutonia a také, aby personál Projektu Manhattan nabyl potřebné zkušenosti pro produkci plutonia v jaderných reaktorech. Produkce plutonia byla v té době podstatná pro výrobu jaderných zbraní.

## Konstrukce
Grafitový reaktor X-10 se skládal z velkého bloku grafitu, který byl obklopen betonem sloužícím jako radiační stínění. Celkové rozměry reaktoru byly 11,6 m na šířku, 14,3 m na délku a 9,8 m na výšku. V grafitovém bloku se nacházelo 1248 horizontálních kanálů, z nichž bylo použito jen 800. V těchto kanálech se nacházely válcovité palivové elementy z přírodního uranu v kovové formě, které tvořily dlouhé tyče. Palivové elementy byly asi 10,4 cm dlouhé a jejich průměr byl přibližně 2,5 cm. Jeden kanál obsahoval 24 až 54 palivových elementů. Materiál palivového pokrytí byl hliník. Grafitové bloky sloužily jako moderátor, tedy zpomalovaly neutrony na tepelné energie a umožňovaly tak dostatečně účinné štěpení jader uranu. Reaktor byl chlazen vzduchem proudícím kanály kolem palivových elementů. Proudění vzduchu zajišťovaly dva ventilátory, každý s průtokem vzduchu přibližně 93000 m³/h. Původně designovaný výkon byl 1000 kW, ale reaktor byl předimenzován a dovoloval tak dosažení výkonu až 4000 kW. Palivové pokrytí z hliníku nastavilo teploty paliva na přibližně 200 °C.

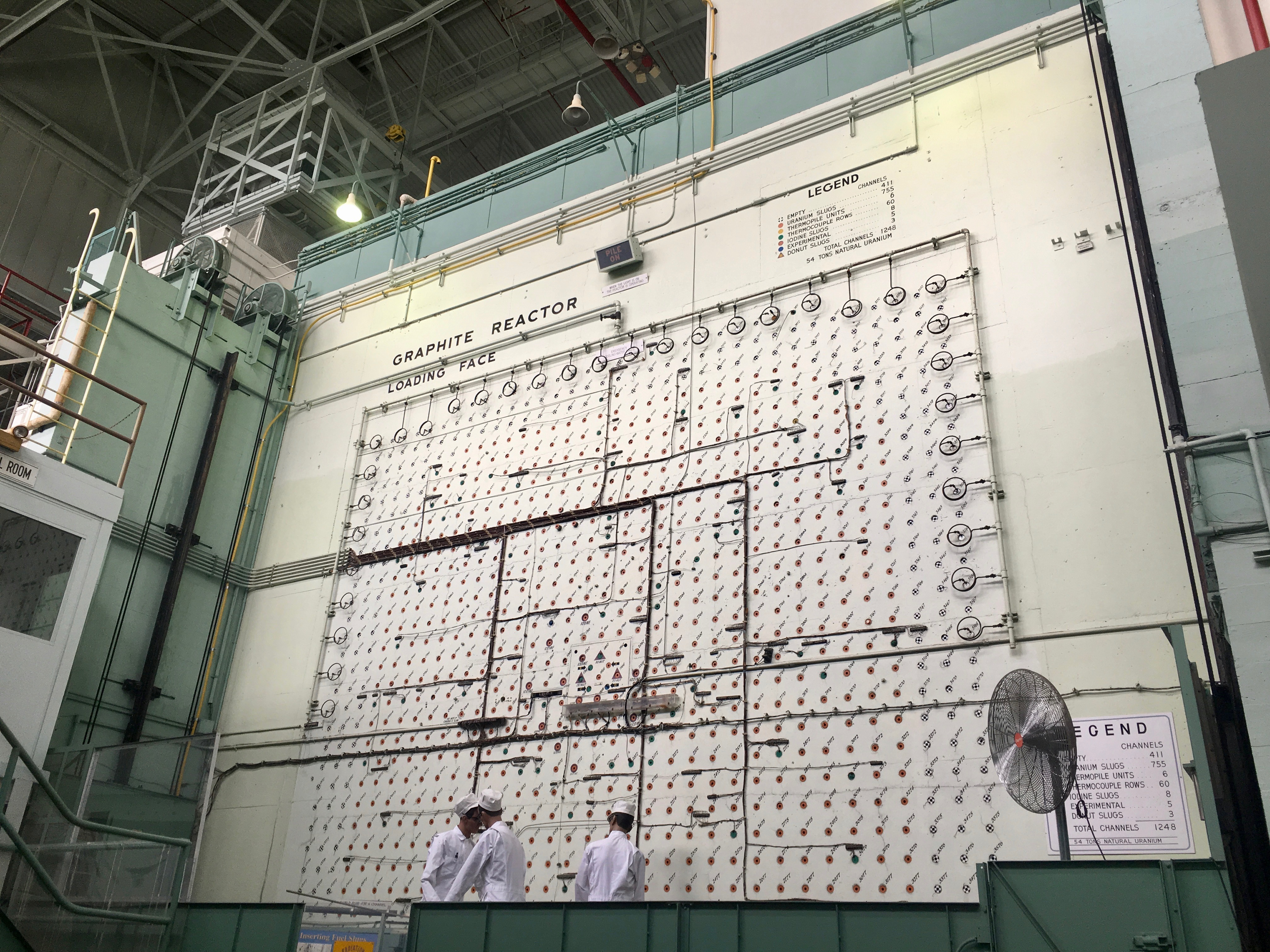
Přední betonová stěna reaktoru X-10

Bezpečnostní systém reaktoru, který poskytoval jeho bezpečné odstavení a regulaci výkonu, sestával ze sedmi regulačních tyčí, které absorbovaly neutrony a zabránily jim tak v dalším štěpení jader uranu. Tři regulační tyče vyrobené z kadmia a oceli se zasouvaly do reaktoru vertikálně shora. Byly připevněny na ocelových lankách navinutých na bubnech poháněných elektromotory přes elektromagnetickou spojku. Při výpadku proudu elektromagnetická spojka ztratila napájení a lanka navinutá na bubnech se uvolnila, čímž regulační tyče gravitací spadly do reaktoru a došlo k jeho odstavení. Zbývající čtyři tyče vyrobené z bóru a oceli se do reaktoru zasouvaly horizontálně. Jejich úkolem byla kompenzace vyhoření paliva. Dvě z nich byly poháněny pomocí hydraulických pístů a zbylé dvě pomocí elektrických motorů.

## Provoz
3. listopadu roku 1943 se začalo zavážení palivových elementů do reaktoru. Celou proceduru měl pod dohledem Enrico Fermi, který byl zodpovědný i za reaktor CP-1. Palivové elementy byly do reaktoru vkládány ručně a plánované množství paliva zanesené do reaktoru bylo přibližně 50 až 60 tun. 4. listopadu v pět hodin ráno bylo dosaženo kritického stavu, který odpovídal 31 tunám paliva. Dalších 6 dní bylo věnováno určení provozních charakteristik a zavážení dalšího paliva. V následujících dnech byl výkon reaktoru zvedán postupně až na 700 kW. 20. prosince byla odebrána první dávka ozářených palivových elementů obsahujících přibližně 1,54 mg plutonia. První zásilka plutonia do Národní laboratoře Los Alamos proběhla 26. února 1944 a jednalo se o 1 až 2 gramy plutonia, a tak se reaktor X-10 stal dodavatelem plutonia pro Národní laboratoř, která se v té době zabývala vývojem a výrobou jaderné bomby. Z plutonia, které bylo dodáno laboratoři, bylo možné navrhnout první plutoniovou jadernou bombu použitou ve válce, Fat Man. Reaktor X-10 byl také předchůdcem reaktorů větších rozměrů a závodů pro chemickou separaci používaných pro výrobu a separaci plutonia, jako jsou B Reactor a T Plant. Provoz grafitového reaktoru X-10 byl ukončen 4. listopadu 1963, přesně 20 let od dosažení prvního kritického stavu, a v roce 1965 byl vyhlášen národní kulturní památkou.

## Mírové využití
Kromě produkce plutonia během druhé světové války byla v reaktoru X-10 vyrobena poprvé v historii elektrická energie z jaderného zdroje. Také byl prvním reaktorem, který dokázal vyrobit významné množství tepelné energie. Po válce byl reaktor použit ke studiu zdravotních rizik radioaktivity, výrobě radionuklidů pro medicínu, průmysl, zemědělství a pro Spojené státy americké sloužil dlouhá léta jako hlavní zařízení pro jaderný výzkum. První zásilka radionuklidů, konkrétně uhlíku-14, byla odeslána do nemocnice Barnard Free Skin a Cancer Hospital v St. Louis, Missouri, 2. srpna 1945. V roce 1968 byl reaktor X-10 otevřen pro veřejnost.

## Podobné reaktory

### Magnox
Reaktory typu Magnox byly navrhnovány pro použití přírodního uranu s grafitovým moderátorem a chlazením pomocí oxidu uhličitého. Tento návrh pocházel ze Spojeného království, odkud byl později exportován do jiných zemí za účelem výroby elektrické energie, ale také plutonia. Termín "Magnox" je název slitiny, který pochází ze slovního spojení "Magnesium Non-Oxidising", v překladu, ze slitiny z hořčíku, která neoxiduje. Tato slitina je použita jako pokrytí palivových článků uvnitř reaktoru.
Jaderná elektrárna Calder Hall je v dnešní době již odstavena a částečně rozebrána. Její součástí byly čtyři reaktory typu Magnox. Byla první komerční jadernou elektrárnou na světě, která vyráběla elektřinu do veřejné sítě. Nachází se v jaderném komplexu Sellafield v Anglii a její první blok s elektrickým výkonem byl spuštěn v roce 1956. Elektrárna byla zamýšlena primárně pro produkci plutonia v rámci Programu jaderných zbraní Spojeného království. Výroba elektřiny byla považována za vedlejší produkt. V roce 1995 byla produkce plutonia pro vojenské účely ukončena.

### Výzkumný grafitový reaktor Broohkaven (BGRR)
BGRR byl prvním reaktorem na světě, který byl postaven pouze pro účely mírového a vědeckého využití. Byl vzduchem chlazen a grafitem moderován, obklopen stíněním z betonu o vysoké hustotě. Výkon reaktoru byl řízen 16 regulačními tyčemi, které byly do reaktoru zasouvány horizontálně. Prvotním palivem tohoto reaktoru byl přírodní uran s hliníkovým pokrytím. V roce 1958 byl přírodní uran v palivových elementech vyměněn za obohacený kvůli častým poruchám v palivových elementech. Maximální tepelný výkon reaktoru byl 32 MW. Reaktor byl odstaven z provozu v roce 1969.

### Reaktor BR-1
Reaktor BR-1 je prvním výzkumným reaktorem v Belgii. Je vzduchem chlazený a grafitem moderovaný. Používá palivo z přírodního uranu, hliníkové pokrytí a je obklopen betonovým stíněním. Největší dosažitelný tepelný výkon je 1 MW. V provozu je od roku 1956. Nejprve byl používán hlavně pro výzkum reaktorové fyziky a výrobu radionuklidů. V dnešní době se používá k ozařování různých předmětů, kalibraci měřicích přístrojů a školení expertů.